# 대모엔지니어링
대모(Daemo)는 대한민국의 굴삭기 부착물 기업이다. 
본사는 경기도 시흥시 엠티브이26로58번길 56에 위치해 있다. 대표이사 이원해이다.

## 역사
1987년 설립 후 1989년 법인으로 전환하였다.

## 같이 보기
- 굴착기

## 참고 문헌
1. ↑  widedaily, 대모, 트럼프 기세 타고 ‘우크라 재건’ 수혜 기대감에 상한가, 2024.07.22
2. ↑  한국IR협의회 기술분석보고서-대모, 2022.04.07
3. ↑  이정선, 대모엔지니어링(주) 대표이사 회장 이원해, 기술과혁신,
4. ↑  이원해, 대모엔지니어링 상장 꿈 이루고 인도에서 도약의 발판 다진다, 비지니스포스트, 2019-07-18